# Лоуренс, Аллан
Аллан Клив Эван Лоуренс (англ. Allan Cleave Evan Lawrence; 9 июля 1930, Punchbowl — 15 мая 2017, Хьюстон, Техас)— австралийский легкоатлет, который специализировался в беге на длинные дистанции. Чемпион Австралии на дистанции 6 миль в 1954 и 1956 годах.
На Олимпиаде 1956 года выиграл бронзовую медаль в беге на 10 000 метров с результатом 28.53,59. В забеге на дистанции 5000 метров он обогнал будущего олимпийского чемпиона Владимира Куца: 14.14,6 против 14.15,4.
В конце 1950-х годов основал клуб лёгкой атлетики в Хьюстоне.

## Результаты
| Год  | Соревнования            | Город    | Дата        | Дистанция | Результат      | Место     |
| ---- | ----------------------- | -------- | ----------- | --------- | -------------- | --------- |
| 1956 | Летние Олимпийские игры | Мельбурн | 26 ноября   | 5 000 м   | 14.14,6        | 1 (п/ф 2) |
| 1956 | Летние Олимпийские игры | Мельбурн | 23 ноября   | 10 000 м  | 28.53,59       | III       |
| 1960 | Летние Олимпийские игры | Рим      | 31 августа  | 5 000 м   | 14.10,71       | 4 (п/ф 2) |
| 1960 | Летние Олимпийские игры | Рим      | 8 сентября  | 10 000 м  | не финишировал | —         |
| 1960 | Летние Олимпийские игры | Рим      | 10 сентября | марафон   | 2:38.46,0      | 54        |